# Quint Plemini
Quint Plemini (llatí: Quintus Pleminius) va ser un magistrat romà del segle iii aC.
Va ser pretor segurament l'any 206 aC i després propretor i llegat d'Escipió Africà, enviat el 205 aC contra Locres Epizefiris a la Magna Grècia que encara continuava en poder dels cartaginesos. Va aconseguir conquerir la ciutat on va assolir el govern, però va tractar als habitants amb gran crueltat i els va robar i expropiar, i fins i tot va saquejar el temple de Proserpina.
La ciutat va enviar una ambaixada a Roma per presentar una queixa, i el senat va ordenar a Plemini tornar a Roma on fou empresonat. Va morir el 204 aC abans de ser jutjat. Segons Clodi Licí va intentar cremar la ciutat sense aconseguir-ho, i per això va ser empresonat pel senat.